# 鳌江
鳌江，古称始阳江、横阳江、钱仓江，俗称青龙江，是浙江省八大水系之一。鳌江干流全长90（56英里） ，可以分为上游顺溪、中游北港、下游鳌江三段，最大支流为南港（横阳支江）。鳌江流域覆盖温州市文成县、泰顺县、平阳县、苍南县和龙港市，流域总面积1,521.49平方（587.45平方英里） 。鳌江是除钱塘江、闽江之外少数具有涌潮现象的河流，传统上也有观潮的习俗。

## 名称
鳌江古称始阳江，因晋朝太康四年（283年）设立始阳县，江以县名。后来始阳县改名横阳县，于是江名也改为横阳江。民国《平阳县志》将其称作钱仓江，新渡（今属龙港市）以下称为鳌江。现当代将鳌江作为全江总称。:1鳌江之名取自其河口涌潮，民间称其如同巨鳌负山，故名鳌江，江口北岸的鳌江镇也得名于此。南岸的江南垟平原俗称鳌江为青龙江，因此江南南岸的龙港市也得名于鳌江。

## 水系
鳌江流域覆盖温州市西南部的文成、泰顺、平阳、苍南、龙港4县1市，干流可以分为顺溪、北港、鳌江三段，全长90（56英里） ，其中包括约10公里的河口段，流域总面积1,521.49平方（587.45平方英里） 。鳌江江口外海分布着一系列小岛屿，有利于滩涂形成，根据水利部门多年统计，鳌江江口受到潮汐运动和上游泥沙沉积作用，正在以每年10到20米向外延伸。:1鳌江左岸主要支流有梅溪、腾蛟溪、凤卧溪、怀溪、岳溪、石柱溪，右岸则有南港、青街溪、坳下溪，以南港为最大支流。
鳌江源头位于文成、平阳、苍南、泰顺4县交界地带，曾存在泰顺九峰山、瑞安大尖山、平阳狮子岩等说法，1987年6月鳌江水利指挥部组织平阳、文成、泰顺三县溯江考察，最终确定鳌江源头在文成县桂山乡桂库村南雁荡山支系吳地山。吴地山主峰海拔1124米，而鳌江发源于其南麓海拔835米处。鳌江从发源到平阳县南雁镇东门村为上游，称作顺溪，河长30千米，河道比降2.7%，流域面积215平方千米。其中河源至顺溪长约19.1（11.9英里），流域面积112.00平方（43.24平方英里），这一段主要穿行于峡谷之中，平均比降达3.98%，山高水急、卵石河床，遇到大雨水位暴涨暴落，属于比较典型的山溪河段。:1-3 由于这段河道水势较大，裹挟山石，因此在顺溪云祥寺一带可以听到水流击石作响，与山林呼啸相应成趣，故称“万壑苼钟”。顺溪以下河床多宽浅，多为砂石铺底，两岸修筑堤岸。:3
在南雁镇东门村以下至麻步镇为中游，称作北港。北港从东门出发，经过南雁古渡，入峡谷，曲向东北，在蒲潭垟遇到堰坝围挡。蒲潭垟以下、水头镇以南的河道摇摆不定，曾经存在三道主流槽：咸丰三年因为山洪河道南移，民国十三年（1924年）因洪水河道冲弯截直，1974年河道壅塞之后再度南移；1985年以后由于当地建筑业需要，在水头镇的旧河道开挖砂石，河道又有向北回到靠近水头镇的河道的趋势。这一段河道虽然相对平缓，但是河宽水浅，并且枯水期水位过低，因此无法通航。詹家埠以下河道为感潮河道，雨季由于上游来水加上下游潮水顶托，这一区域均易受到洪涝灾害。:3-5
鳌江在麻步镇以下河段为下游，称鳌江。麻步镇是鳌江古代水运的重要枢纽之一，麻步以下的干流河道港口较多，利于航运，最大曾有3000吨级在北岸停泊。鳌江在夏口水闸下游、萧江镇以北出现360度的发卡弯，这一段河道冲刷较深，河底高程−4（−13英尺）。从萧江镇继续东行，至龙港境内朱家站，右和鳌江最大支流南港汇合。鳌江在狮子口以下为河口段，河口为不规则喇叭状，入海口处宽10（6.2英里）10千米，狮子口处河道宽1（0.62英里），河床仅宽500（1,600英尺），潮水因为在短距离内缩窄产生涌潮，在河口潮高约0.3—0.5（1英尺0英寸—1英尺8英寸），而潮水水位最高则在钱仓一带，可以达到1米左右。

## 河口开发
鳌江河口的开发最早可见于《韩昌黎集》的《路公神道碑铭》，其中其中提到了鳌江海塘的开发。由于鳌江口北岸大多是基岩和砂石海岸，相对比较稳定，但南岸淤塞速度较快，水利部门根据近1950年代以来30年数据估算，每年淤涨可达到10—20（33—66英尺），因此海塘变化也很大。鳌江港由北岸的鳌江镇和南岸的龙港市两个港区组成，最初为渔业捕捞、交易的场所，民国十三年（1924年）开始有轮船运输，曾是是浙江省的主要港口之一，承担着浙南闽北部分地区的进出口任务，2007年并入温州港。抗日战争期间，平阳县长徐用令警备队长郑贤亮在鳌江狮子口达桩沉船，在水下构建439（1,440英尺）的封锁线，导致鳌江航道严重淤积。根据1961年的测量，当时江口封锁线处航道水深仅1.6（5英尺3英寸）。从大跃进时期开始，平阳港航局开始爆破清除封锁线，将航道低潮水深维持在4（13英尺）左右，至1990年在鳌江河道南侧清理出约400米宽的通道，2000吨级轮船可以乘潮进港。
然而河道淤积问题仍然长期困扰航运业发展，鳌江自狮子口以外长约10公里均为拦门沙，根据平阳港航局2016年数据，鳌江低潮时水深仅仅1（3英尺3英寸），1000吨以上船舶必须乘潮进港，再加上上游桥梁建设限制船舶高度，舥艚和平阳新港区都选址在鳌江航道之外。:99-103

## 水资源
根据浙江省水文部门数据，鳌江流域年平均水资源总量19.19亿立方米，其中地表水17.53亿立方米。根据1990年代数据，供水量仅占全流域水量的9%，已开发水资源并不多，除了龙港、鳌江等地水域因为工业开发水质严重恶化，干支流水质都相对良好。鳌江流域雨量充沛，并且流域大多数区域处于山地丘陵，因此水力资源的理论蕴藏量较高。虽然理论值可达13.9万千瓦，但可开发的仅有6.27万千瓦，并且水力资源主要分散在各支流，加上干流落差均匀，因此干流和支流都没有条件修建大型水电站。:45-49